# Philodoria dubauticola
Philodoria dubauticola är en fjärilsart som först beskrevs av Otto Herman Swezey 1940.  Philodoria dubauticola ingår i släktet Philodoria och familjen styltmalar. Inga underarter finns listade i Catalogue of Life.